# Fiat 1100F

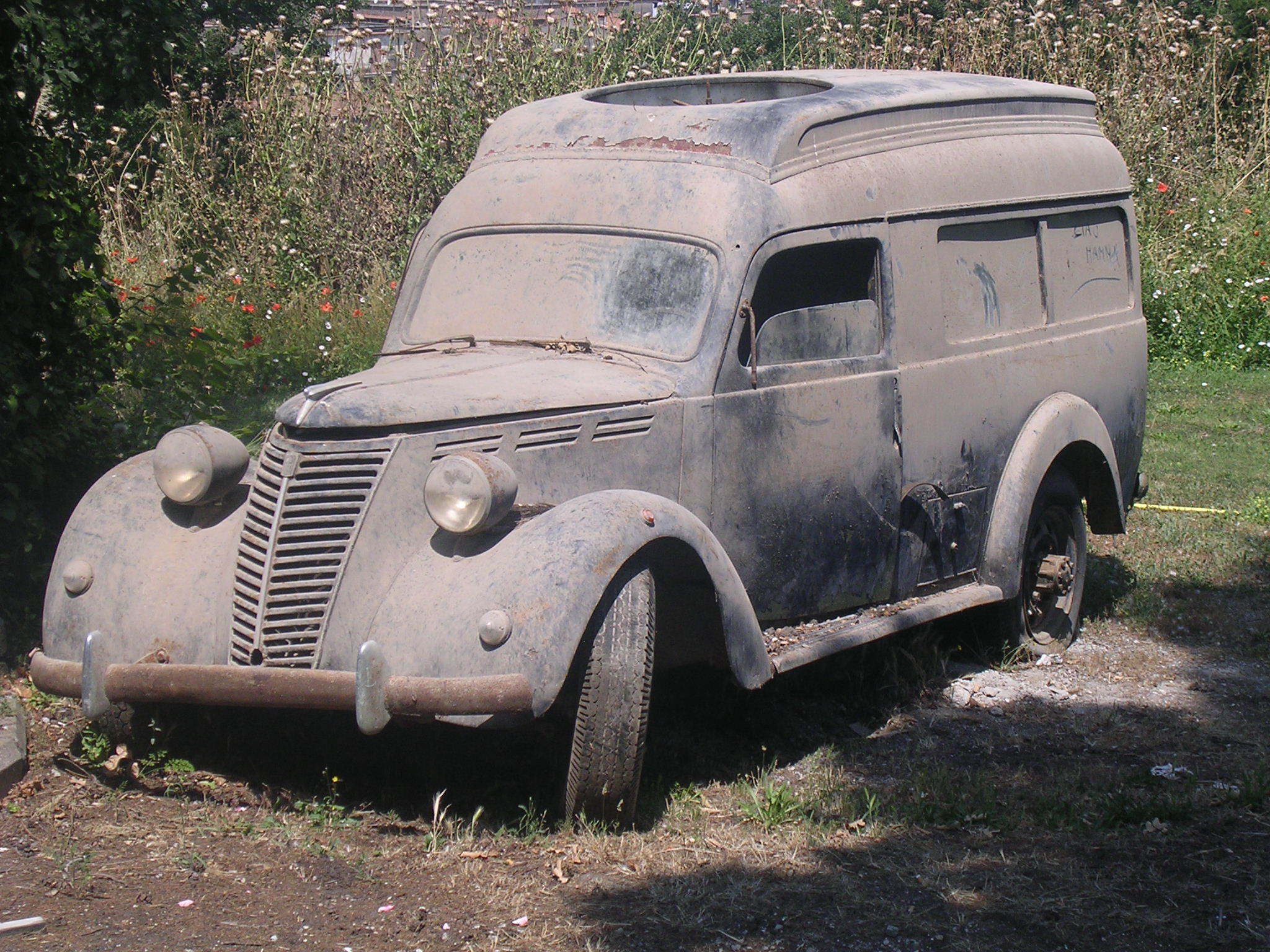
Fourgonnette Fiat 1100 BLR (1948)

La camionnette Fiat 1100 F, est un véhicule utilitaire léger, dérivé de la berline Fiat 1100, fabriquée par le constructeur automobile italien Fiat à partir de 1941.

## Historique
Présenté en 1941, ce nouveau véhicule léger aux caractéristiques utilitaires très marquées, bénéficia de toute l'expérience de Fiat dans le domaine. Reprenant toute la partie avant de la berline, il était construit sur un châssis renforcé qui s'avèrera être parmi les plus robustes et fiables de l'époque. Disposant du nouveau moteur essence Fiat 108L de 1 089 cm3 développant 30 ch à 4 400 tr/min avec un couple élevé, il offrait une vitesse élevée (90 km/h) avec une charge utile de 600 kg. 
La 1100 était dotée d'un moteur très robuste et fiable, mais c’est surtout la qualité de la transmission et le châssis extrêmement résistant qui permirent de réaliser les dérivés commerciaux "Fiat 1100F". L'importance de ce véhicule est primordiale pour comprendre le développement des modèles commerciaux produits dans l'immédiat après-guerre, jusqu'à devenir, dans l’imaginaire collectif, un des symboles de la renaissance italienne. En outre le châssis rallongé permettait différentes utilisations dans le domaine agricole, industriel et pour le transport des personnes. La Fiat 1100F est considérée le premier d’une longue série de modèles commerciaux.
Le Fiat 1100F sera décliné en plusieurs séries, et suivra l'évolution de la berline :
- 1941 - Fiat 1100F, châssis cabine, plateau, fourgon, charge utile 600 kg,
- 1941 - Fiat 1100FC, version coloniale, pour l'armée,
- 1947 - Fiat 1100ALR, charge utile portée à 1 tonne,
- 1948 - Fiat 1100BLR, avec moteur 1100BL, même cylindrée et même puissance mais couple à plus bas régime, améliorations cabine,
- 1949 - Fiat 1100ELR, poste de conduite amélioré, clignotants et chauffage,

Cette camionnette sera également fabriquée sous licence en Autriche chez Steyr et en Yougoslavie par Zastava. 
C'est en 1953 que la fabrication de ce modèle prendra fin. Dès 1951, Fiat Veicoli Commerciali - avait lancé le Fiat 615, petit camion léger qui venait compléter l'offre par le haut et, en 1954, après le lancement de la Fiat 1100-103 berline, la version 1100-103 Industriale qui remplacera la 1100ELR dont près de 15.000 exemplaires ont été fabriqués.
- Photo publicité de la Fiat 1100ELR[1]

### La série légère Fiat 1100F
| Modèle                            | Type                                     | Années de production | Type moteur  | Cylindrée | Puissance ch DIN  | PTC en tonnes |
| --------------------------------- | ---------------------------------------- | -------------------- | ------------ | --------- | ----------------- | ------------- |
| Fiat 508F                         | Camionnette                              | 1938 - 1941          | Fiat 108L    | 1 089     | 30 à 4 400 tr/min | 1,625         |
| Fiat 1100F                        | Camionnette, pick-up, fourgon            | 1941 - 1947          | Fiat 108L    | 1 089     | 30 à 4 400 tr/min | 1,65          |
| Fiat 1100L C - Colonial           | Fourgon bâché                            | 1941 - 1947          | Fiat 108L    | 1 089     | 30 à 4 400 tr/min | 1,67          |
| Fiat 1100ALR                      | Camionnette, pick-up, fourgon, ambulance | 1947 - 1948          | Fiat 108L    | 1 089     | 30 à 4 400 tr/min | 2,3           |
| Fiat 1100BLR                      | Camionnette, pick-up, fourgon            | 1948 - 1949          | Fiat 1100BL  | 1 089     | 30 à 4 400 tr/min | 2,36          |
| Fiat 1100ELR                      | Camionnette, pick-up, fourgon            | 1949 - 1953          | Fiat 1100BL  | 1 089     | 30 à 4 400 tr/min | 2,37          |
| Fiat 1100-103 Industriale Essence | Camionnette, pick-up, fourgon            | 1954 - 1959          | Fiat 103.000 | 1 089     | 40 à 4 400 tr/min | 1,96          |
| Fiat 1100 T                       | Camionnette, pick-up, fourgon            | 1957 - 1959          | Fiat 103D    | 1 089     | 38 à 4 400 tr/min | 2,400         |
| Fiat 615 - Tipo 2102              | Camion léger, Châssis cabine, Fourgon    | 1951 - 1952          | Fiat 101-005 | 1 395     | 39 à 3 800 tr/min | 3,1           |
| Fiat 615N                         | Châssis cabine - Fourgon                 | 1952 - 1956          | Fiat 305-010 | 1 901     | 40 à 3 200 tr/min | 3,2           |